# ガジュツ
ガジュツ（莪朮、Curcuma zedoaria）は、ショウガ科ウコン属の1種の多年草。別名紫ウコン・夏ウコンともいうが、ウコン（秋ウコン、ターメリック、C. longa ）、春ウコン（キョウオウ、C. aromatica ）とは別種である。沖縄ではムラサキウッチン、屋久島ではガゼツともいう。英語名はゼドアリー (zedoary) 、またはホワイトターメリック (white turmeric)。タイ名はマハーメーク。
マレーシア・インド・ヒマラヤ原産。日本には享保年間に伝来し、屋久島や沖縄などの暖かい地方で栽培されている。ウコンに比べ寒さに弱い。
広卵形の根茎と多くの塊茎がある。葉は数枚根生し、長柄があり、長楕円形をしている。葉の長さは数十センチ、下部は紫がかる。葉間に広い楕円形の穂状花序があり、苞は卵形で緑色。5～6月頃にウコンに似た花を咲かせる。花は淡黄色。
根茎が生薬（日本薬局方に収録）として用いられ、芳香健胃作用がある。ウコンよりも薬効は強いとされる。生薬としては莪朮というが、中国では塊根を鬱金（ウコン、キョウオウと同じ）、根茎を蓬莪朮という。